# Gegi
Gegi (łac. Diocesis Gegitanus) – stolica historycznej diecezji w Cesarstwie rzymskim, w prowincji Mauretania Sitifense, zlikwidowana w VII w. podczas ekspansji islamskiej, współcześnie w północnej Algierii. Obecnie katolickie biskupstwo tytularne.

## Biskupi
| Lp. | Biskup                            | Funkcja                                 | Od               | Do                   |
| --- | --------------------------------- | --------------------------------------- | ---------------- | -------------------- |
| 1   | Olimpo Santiago Maresma           | biskup pomocniczy Mendoza (Argentyna)   | 7 września 1965  | 31 października 1974 |
| 2   | Kornél Pataky                     | administrator apostolski Győr (Węgry)   | 7 stycznia 1975  | 2 kwietnia 1976      |
| 3   | Athanase Bala                     | biskup koadiutor Bafia (Kamerun)        | 31 maja 1976     | 21 grudnia 1977      |
| 4   | Domingo Jafet Herrera Castillo    | biskup pomocniczy Jukatanu (Meksyk)     | 29 stycznia 1978 | 1 czerwca 1981       |
| 5   | Hermín Negrón Santana             | biskup pomocniczy San Juan (Portoryko)  | 30 czerwca 1981  | 10 marca 2012        |
| 6   | Raymond Poisson                   | biskup pomocniczy Saint-Jérôme (Kanada) | 1 maja 2012      | 8 września 2015      |
| 7   | Herculano Medina Garfias          | biskup pomocniczy Morelii (Meksyk)      | 1 grudnia 2015   | 4 maja 2024          |
| 8   | Mario Nicolás Villanueva Arellano | biskup pomocniczy Tijuana (Meksyk)      | 19 września 2024 |                      |